# Набір даних
Набір даних — колекція однотипних даних, що застосовується в задачах машинної обробки даних.
Найчастіше набір даних відповідає змісту однієї таблиці бази даних або статистичній матриці даних, де кожна з колонок таблиці містить однорідні значення, а кожен з рядків таблиці відповідає певному члену набору даних.
Наприклад, набір даних про квіти може містити назву різновиду, розміри пелюсток, яскравість забарвлення тощо.
Термін набір даних також використовується при визначенні даних в сукупності тісно пов'язаних таблиць, зображень тощо, що описують результати конкретного експерименту або подію. Прикладом такого типу є набори даних, зібрані космічними агентствами, що виконують експерименти з приладами на борту космічного зонда, або світлини, передані з космосу.
Окремі набори даних широко використовуються в академічних колах як тестові набори, що підтверджують результати наукових досліджень.
Окремі набори даних є відкритими для використання, інші надаються за, звичайно символічну, плату.